# Ouzouer-des-Champs
Ouzouer-des-Champs là một xã trong tỉnh Loiret, vùng Centre-Val de Loire bắc trung bộ nước Pháp.